# Fronbach (Fichtenberger Rot)
Der Fronbach ist ein 3 km langer Bach im Mainhardter Wald auf der Gemeindegemarkung von Oberrot im Landkreis Schwäbisch Hall im nordöstlichen Baden-Württemberg, der im Ortsbereich von Oberrot von rechts und Westen in die untere Fichtenberger Rot mündet.

## Geographie

### Quellbäche
Die zwei Quellen des Fronbachs liegen etwa 2,5 km westlich von Oberrot auf der Hochfläche rechts des Rottals in einem Waldgebiet zwischen den Ortsteilen Ziegelhütte, Wolfenbrück und Glashofen. Der in der Trinkklinge laufende Quellast beginnt etwa 350 m südwestlich der Ziegelhütte auf etwa 480 m ü. NHN dicht an der am Waldrand entlangführenden Ziegelstraße von Oberrot nach Wolfenbrück seinen Lauf, der durch die Steinlklinge abfließende entsteht etwa 650 m südwestlich der Ziegelhütte auf etwa 475 m ü. NHN in einer Wiesenlichtung neben dem Abzweig nach Glashofen von der Ziegelstraße. Beide Äste fließen etwa 0,7 km ostwärts und dann im Osten des Gewanns Zwei Gehren aus schon merklich eingetieften Talklingen zum Fronbach zusammen.

### Verlauf
Der Fronbach fließt auf dem ersten Kilometer seines Laufs zwischen Gerwald auf dem linken und Schlosswald auf dem rechten Hang weiterhin im Forst nach Westen, dabei weitet sich sein anfänglich enges Tal mehr und mehr. Dann treten Hangwiesen an sein linkes Ufer, aus dem Schloßwald am rechten laufen dagegen noch drei Zuflüsse vom oberen Hang zu. Hierauf lässt er den Wald ganz hinter sich und läuft galeriebegleitet durch Wiesen auf den Rand des Weichbildes von Oberrot zu, den er bald erreicht. Anfangs fließt er darin noch offen durch Obstwiesen, dann auf etwa hundert Metern verdolt durch den Ortskern, in dem er auch die Rottalstraße L 1050 unterquert. Gleich nach dieser fließt er wieder offen und bald in einem Bogen um den nördlichen Rand des recht kleinen alten Siedlungskerns herum und dann wieder unter Bäumen durch die rechte Flussaue bis zur unteren Brücke der Rottalstraße. Dort mündet er, 3,0 km unterhalb seiner Quellen, von rechts und Westen in die untere Fichtenberger Rot.

### Einzugsgebiet
Der Fronbach entwässert 2,2 km² des Mainhardter Waldes in östlichem Lauf zur Rot. Sein Einzugsgebiet erstreckt sich etwa 3,3 km weit von seiner Westspitze im Wald Fallen zwischen Wolfenbrück und der Ziegelhütte bis zur Mündung an seiner Ostspitze. Quer dazu ist es maximal 1,1 km breit. Die größte Höhe darin wird an seiner Westspitze oder vielleicht auch zwischen der Ziegelhütte und dem nördlich davon etwas außerhalb liegenden Flinsberg (534,8 m ü. NHN) erreicht; an beiden Punkten liegt das Geländeniveau etwas über 510 m ü. NHN. Der Bach mündet auf etwa 355 m ü. NHN.
Jenseits der nordwestlichen Wasserscheide fließt der Maßlesbach nordöstlich, jenseits der nordöstlichen der kürzere Wimbach fast parallel östlich zur aufwärtigen Rot. Weil letzterer sehr nahe konkurriert, ist auf dem Abschnitt vom Zusammenfluss der Quellbäche bis zum Austritt in die Flur die linke Wasserscheide deutlich näher am Lauf als die rechte. Vom rechten Rottallhang im Südosten des Fronbach-Mündungsdreiecks läuft nur ein namenloses, kurzes, oft trockenes Hanggerinne wenig unterhalb zur Rot, das sich aus dem Kirschenbrünnele speist. Das im Südwesten und Süden anliegende Gebiet außerhalb entwässert der lange Fornsbach zur oberen Murr.
Im Einzugsgebiet, das ganz zur Gemeinde Oberrot gehört, liegen nur der Hof Ziegelhütte und rund die Hälfte des rechts der Rot liegenden Teiles von Oberrot selbst, darunter der alte Siedlungskern. Auf etwa 70 % der Fläche steht Wald, der Rest entfällt etwa zur Hälfte auf die das Tal links und rechts begleitenden Hochebenen im Norden um die Ziegelhütte und im Süden bei Glashofen, wo allein merklich Äcker vorkommen. Die andere Hälfte umfasst die offenen Hänge am Rottalzulauf und die Oberroter Ortslage; hier gibt es viele Obstwiesen, die teilweise bis an den kleinen Siedlungskern des Ortes heranreichen.

### Zuflüsse und Stillgewässer
Liste der Quellbäche, Zuflüsse und  Seen am Lauf von der Quelle zur Mündung. Gewässerlängen, Seeflächen, Einzugsgebiete und Höhenangaben in der Regel nach den entsprechenden Layern der Kartendienste des LUBW. Andere Quellen für die Angaben sind vermerkt.
Zusammenfluss des Fronbachs auf 416,2 m ü. NN im Osten des Waldgewanns Zwei Gehren aus zwei zulaufenden Klingen, etwa 0,5 km südöstlich des zu Oberrot gehörigen Hofes Ziegelhütte (49° 0′ 53″ N, 9° 38′ 22″ O). Der Bach fließt von hier an beständig östlich, auf der ersten Hälfte weiterhin im Wald.
- (Bach durch die Trinkklinge), linker und westnordwestlicher Quellbach, 0,7 km und 0,4 km².[6] Entsteht auf etwa 480 m ü. NHN etwa 400 Meter westsüdwestlich von Ziegelhütte in der Linkskurve der Straße nach Wolfenbrück (K 2609) fast am Waldrand (49° 1′ 0″ N, 9° 37′ 51″ O).
  -  Weiher auf fast 490 m ü. NHN beim Hof Ziegelhütte, 0,1 ha. Liegt etwa 150 Meter links über der Trinkklinge, im Wald jenseits der Kreisstraße ist sein steiler Hangabfluss zum Klingenbach erkennbar.
- (Bach durch die Steinlklinge), rechter und westsüdwestlicher Quellast, 0,7 km und 0,4 km².[6] Entsteht auf etwa 475 m ü. NHN etwa 400 Meter südlich der Quelle in der Trinkklinge neben dem Straßenabzweig nach Glashofen (K 2610) inmitten einer Wiesenlichtung (49° 0′ 47″ N, 9° 37′ 50″ O).
- (Drei Hangzuflüsse aus dem Schlosswald),  teils oben aufgefiedert mit einem unter 0,1 ha großen Weiher in einem der Unterläufe, von rechts auf etwa 485 – 475 m ü. NHN nach dem linksseitigen Waldaustritt, bis zu 0,4 km.[7]
- Weiher auf etwa 465 m ü. NHN schon im Weichbild von Oberrot, unter 0,1 ha.

Mündung des Fronbachs auf etwa 335 m ü. NHN in Oberrot an der unteren Flussbrücke der Rottalstraße (L 1050) von rechts und Osten in die untere Fichtenberger Rot (49° 0′ 52″ N, 9° 40′ 0″ O). Der Bach ist hier ab dem Zusammenfluss seiner zwei Quellbäche 2,3 km, ab seiner mündungsfernsten Quelle 3,0 km lang und hat ein Einzugsgebiet von 2,2 km² hinter sich.

## Geologie
Im ganzen Einzugsgebiet stehen nur Mittelkeuper-Schichten an. Die Trinkklinge-Quelle entspringt eben noch im Stubensandstein (Löwenstein-Formation), während die des Quellbachs durch die Steinlklinge, wiewohl nur fünf Höhenmeter tiefer, erst am Übergang zwischen Oberen Bunten Mergel (Mainhardt-Formation) und Kieselsandstein (Hassberge-Formation) entsteht. Ihre Vereinigung geschieht im Schilfsandstein (Stuttgart-Formation), aus dem der Fronbach dann bald in den Gipskeuper (Grabfeld-Formation) übertritt, in dem er auch mündet; der Schilfsandstein zieht sich, auffällig vor allem am rechten Hang durch flacheres Gefälle in der entsprechenden Höhe, in einem Streifen bis fast zur Talöffnung zum Rottal weiter. Der Talgrund ist schon bald nach Entstehung des Fornbachs mit Auensedimenten gefüllt, die sich im Ortsbereich von Oberrot weit ausspreizen.
Dass die linke Quelle trotz eines Höhenunterschieds von nur etwa 5 Metern zur rechten tektonisch deutlich höher liegt, ist durch den Durchzug der Neckar-Jagst-Furche am Nordrand des Einzugsgebietes verursacht, einer weit ostnordöstlich ziehenden Senkungszone. Hier wurde deshalb in einem Streifen vom Wald Fallen an der Westspitze bis über die Länge des Flinsbergs hinaus, auf dem zum Beispiel die Ziegelhütte steht und im Süden noch die Straße nach Wolfenbrück läuft, Stubensandstein gegen Kieselsandstein auf der rechten Talseite verstellt.

## Natur und Schutzgebiete
Der Fronbach und sein Tal liegen im Mainhardter-Wald-Teil des Naturraums Schwäbisch-Fränkische Waldberge, sie gehören ganz dem darin eingerichteten Naturpark Schwäbisch-Fränkischer Wald an. Die Tallagen des Fronbachs bald nach seiner Entstehung und vor der Ortsgrenze Oberrots sind überwiegend Teil des Landschaftsschutzgebietes Fichtenberger Rot-, Murr- und Fornsbachtal mit angrenzenden Höhenzügen. Am Hang des Sporns zwischen Fronbach- und Wimbachtal stehen gleich nach dem Ortsrand Oberrots drei als Naturdenkmal geschützte Eichen. Der Quellbach durch die bewaldete Trinkklinge ist ein naturnahes Biotop, ebenso überwiegend der Abschnitt vom Waldaustritt des Fronbachs bis zum Ortsrand Oberrots; dort liegt neben dem Bach auch eine Nasswiese. Daneben gibt es einige Hohlwege und Feldhecken an den zum Rottal offenen Hängen.